# Ficoeritrobilina:ferredossina ossidoreduttasi
La ficoeritrobilina:ferredossina ossidoreduttasi è un enzima appartenente alla classe delle ossidoreduttasi, che catalizza la seguente reazione:
(3Z)-ficoeritrobilina + ferredossina ossidata ⇄ 15,16-diidrobiliverdina + ferredossina ridotta
L'enzima catalizza la riduzione, a due elettroni, del diene C2 e C31 della 15,16-diidrobiliverdina. È specifico per la 15,16-diidrobiliverdina. Si pensa che questo enzima e la 15,16-diidrobiliverdina:ferredossina ossidoreduttasi (numero EC 1.3.7.2) funzionino come un complesso a due enzimi nella conversione della biliverdina IXα a ficoeritrobilina.